# Nova Brasilândia
Nova Brasilândia es un municipio brasileño del estado de Mato Grosso.

## Geografía
Se localiza a una latitud 14º57'25" sur y a una longitud 54º57'56" oeste, estando a una altitud de 540 metros. Su población estimada en 2004 era de 4.967 habitantes.

### Carreteras
- MT-140

## Administración
- Prefecto: Jamar da Silva Lima (2009/2012)
- Viceprefecto:José Falstino Lobo
- Presidente de la cámara:Braguinha (2009/2012)

## Economía
Cuenta con una gran expectativa de crecimiento, al vivir la región bajo la euforia del descubrimiento de la mayor partida de fosfato de Brasil y una de las mayores del mundo, de la explotación de las depósitos de piedra caliza, contando además con carreteras hasta Campo Verde y de la Ruta del Progreso que tiene como objetivo de unir la región norte del estado con la BR-163.